# 山中拓也 (ゲームクリエイター)
山中 拓也（やまなか たくや、1987年3月17日 - ）は、日本のゲームクリエイター、脚本家。

## 来歴
大学では心理学を専攻し、ユークスに入社。その後、フリューへ移籍し、『Caligula -カリギュラ-』シリーズのディレクター・プロデューサーを担当する。。
2018年7月にフリューより独立し、ゲーム作品のほか『MILGRAM』などのオリジナル作品のプロデュースも行っている。

## 作品

### ゲーム
- Caligula -カリギュラ-（2016年、 プロジェクト起案・原案・ディレクター）
- Caligula Overdose -カリギュラ オーバードーズ-（2018年、 プロジェクト起案・原案・ディレクター・プロデューサー）
- アイドリッシュセブン イベント 『ダンスマカブル』（2020年、 シナリオ[4]）
- SCARLET NEXUS（2021年、 シナリオ協力[5]）
- Caligula2（2021年、 プロジェクト起案・原案・シナリオ・ディレクター・プロデューサー）

### テレビアニメ
- Caligula -カリギュラ-（2018年、 原案）
- SDガンダムワールド 三国創傑伝（2019年、 脚本）
- SDガンダムワールド ヒーローズ（2021年、 脚本）
- うたごえはミルフィーユ（2025年、 原作・シリーズ構成・脚本）

### その他
- SDガンダムワールド 三国創傑伝 蒼翔記（2019年、 脚本）
- MILGRAM（2020年、 原作・プロデューサー・脚本）
- ボイステラス6（2020年、 原作・脚本）
- MISSION:GO5（2022年 - 、 ボイスドラマ脚本[1]）
- うたごえはミルフィーユ（2022年 - 、 原作・脚本）
- ネガティヴハッピィ（2024年 - 、 企画・監督・脚本）

## 出演
- 沢城千春 仲村宗悟 山中拓也のメゾン・ド・カオス（2021年 - 2025年、YouTube・ニコニコ動画）[6]